# Rattus steini
Rattus steini is een rat die voorkomt in de hogere delen van Nieuw-Guinea, van 20 tot 2800 m hoogte.
R. steini is een middelgrote rat met een zachte vacht. De rug is donkerbruin, de buik grijs. De oren en staart zijn donkerbruin. De voeten zijn crèmekleurig tot geelbruin. Vrouwtjes hebben 1+2=6 of 2+2=8 mammae.
Er zijn vier ondersoorten:
- Rattus steini baliemensis
- Rattus steini foersteri
- Rattus steini hageni
- Rattus steini steini